# 二千年の恋
『二千年の恋』（にせんねんのこい）は、2000年1月10日から3月20日までフジテレビ系列「月9」枠で、毎週月曜日 21:00 - 21:54に放送された日本のテレビドラマ。主演は中山美穂と金城武。2000年代最初の月9ドラマである。

## 概要
それまでの月9のラブストーリー作品の中では異色な、国家スパイとの恋を描いた意欲作。
2000年にキングレコードからVHSで映像ソフト化され、2001年にフジテレビからDVDソフトが発売された。

## あらすじ
日常生活に何か物足りなさを感じているOL・真代理得は、2000年を間近に控えた時に、外務省に勤める男と運命的な出逢いをする。明るく冗談を話す反面、たまに冷たい目を見せる彼に、理得は次第に惹かれていく。
だが、男の正体はアジアのテロ支援国・ユーラル共和国から来た工作員であり、理得に近づいたのは任務の遂行に必要な情報を得るためであった。
愛した人は異国の軍人。決して特別な恋など望んでいなかった1人の女が、壮絶なまでにドラマチックな恋に身を投じていく。

## キャスト
真代理得（ましろりえる）〈29〉
演 - 中山美穂
ビッグマウスシステムに勤務するシステムエンジニア。父は愛人を作って家を出ていき、母は７年前に死去。妹のまりあはチンピラ、成次と同棲中。恋人もいないという孤独な生活に孤独を感じていた。そんなとき、ユーリと出会い、惹かれていく。
最終回でナオミに人質に取られ、撃たれる。その後、妊娠が発覚し、出産まで生きていたが出産後に死去（クリスマスに男児を出産。）。理得という名前は天使ガブリエルから名付けられた。
野上浩 / ユーリ・マロエフ〈26〉
演 - 金城武
ロシア圏にあるとされるユーラル共和国出身のスパイ。日本に不法入国した際に弟を殺害。日本には、父であるビクトルを殺害するためにやってきた。最初は理得を利用するために近づいたが、段々理得に惹かれていく。日本語、英語、ロシア語など数ヵ国語が話せる。最終回で機動隊に撃たれ死去。
佐伯健志（さえきたかし）〈34〉
演 - 宮沢和史（THE BOOM）
警視庁公安部警部でノンキャリア。25年前、テロで両親を失っていることから罪のない人の命を奪う行為は断固として許さない。理得に執拗に付きまとう。いざというときの動きは的確。頭の回転も早く、仕事に関する計算なら緻密な計算もやってのける。最終回ではニューヨーク領事館勤務となっている。
ナオミ・ナーギン〈24〉
演 - Fayray
ユーリの仲間の工作員。最終回で理得を人質に取り、ユーリに撃たれる（生死は不明。）。女を武器にして情報をゲットする。
真代まりあ（ましろまりあ）〈22〉
演 - 仲間由紀恵
理得の妹。女子大に通っていたが、卒業できなかった。なんでもできる理得に反発していた。成次と一緒に暮らしており、成次の子供を妊娠したが、カイに襲われ流産。
最終回では成次とともに成次の田舎に帰っており、理得が産んだ子供を育てている。
今富成次（いまどみせいじ）〈30〉
演 - 東幹久
まりあの彼氏でヒモ。自身は働かず、まりあに働かせ、暴力を振るっている。ギャンブルで作った借金をまりあを通じて理得にたかろうとしたり、ユーリを庇った理得をゆすり、金をもらおうとした。
松宮刑事
演 - 立川政市
佐伯の同僚。小さな頃から刑事に憧れていた。公安部の中では一番の若手。捜査に対する熱量は人一倍強く、先輩である佐伯を尊敬している。
中浦
演 - 中村育二（劇団カクスコ）
石橋佑子
演 - 中島ひろ子
理得の友人で産婦人科医。まりあの主治医でもあった。
カイ・モリエト〈25〉
演 - 村田充
ナオミとユーリの仲間。ユーリには敵対心と嫉妬心を持っている。
最終回で日本人に紛れて生きていけとユーリに言われた。
サムエル・マロエフ
演 - 松尾政寿（第1・8話）
ユーリの弟。初回でユーリに殺害される。
ビクトル・マロエフ〈57〉
演 - ジョニー吉長
ユーリの父親。国を裏切っており、息子であるユーリに殺害される。アメリカへの亡命を希望していた。
ブコレス大佐
演 - マイケル・スカリー（第7話 - 最終話）
理得の母
演 - 大塚良重（第1話）
初回で亡くなって7年。
理得の父
演 - 田村亮（第2話・最終話）
愛人を作って家を出ていった。最終回では理得に名前の由来を話す。
その他
演 - 劇団カクスコ（岸博之、井之上隆志、山崎直樹、近藤京三、原田修一）、宮藤官九郎（第1話、第2話、最終話）

## スタッフ
- 脚本 - 藤本有紀、大森美香、浅野妙子、尾崎将也
- 演出 - 河毛俊作、澤田鎌作、中江功、西浦匡規
- プロデュース - 小岩井宏悦
- 音楽 - S.E.N.S.（BMG JAPAN）
- 主題歌 - Do As Infinity「Yesterday & Today」
- 演出補 - 西浦匡規、樹下直美、久保田哲史、葉山浩樹、渡辺貴、佐藤未郷
- プロデュース補 - 伊藤達哉、浅野澄美
- 協力プロデュース - 本間欧彦
- 制作担当 - 北田宏和
- 制作主任 - 木村尚司
- 制作著作 - フジテレビ

## 放送日程
| 各話                                                       | 放送日  | サブタイトル                                 | 脚本              | 演出     | 視聴率 |
| ---------------------------------------------------------- | ------- | -------------------------------------------- | ----------------- | -------- | ------ |
| 第1話                                                      | 1月10日 | 汝、愛するなかれ                             | 藤本有紀          | 河毛俊作 | 21.0%  |
| 第2話                                                      | 1月17日 | 心凍らすキス、心溶かすキス                   | 藤本有紀          | 河毛俊作 | 18.4%  |
| 第3話                                                      | 1月24日 | あなたは誰なの?                              | 藤本有紀          | 澤田鎌作 | 16.3%  |
| 第4話                                                      | 1月31日 | 夜空を引裂く銃声                             | 藤本有紀          | 澤田鎌作 | 16.8%  |
| 第5話                                                      | 2月07日 | 俺の名前は…                                  | 浅野妙子          | 中江功   | 14.9%  |
| 第6話                                                      | 2月14日 | 危険な愛は、惜しみなく奪う                   | 藤本有紀 大森美香 | 中江功   | 16.1%  |
| 第7話                                                      | 2月21日 | 地球上で最も深い悲しみの夜                   | 藤本有紀          | 澤田鎌作 | 14.7%  |
| 第8話                                                      | 2月28日 | 結ばれてはいけない二人が…                    | 浅野妙子          | 西浦匡規 | 14.8%  |
| 第9話                                                      | 3月06日 | 愛と生を賭けた戦いの始まり                   | 尾崎将也          | 澤田鎌作 | 15.4%  |
| 第10話                                                     | 3月13日 | 女は愛に男は革命に生きる                     | 浅野妙子          | 澤田鎌作 | 14.0%  |
| 最終話                                                     | 3月20日 | 愛は世紀を越えて〜未来への銃弾は放たれるのか | 藤本有紀          | 河毛俊作 | 14.2%  |
| 平均視聴率 16.1%（視聴率は関東地区・ビデオリサーチ社調べ） |         |                                              |                   |          |        |

- 最終話は21時 - 22時9分の15分拡大放送。

## サウンドトラック
- S.E.N.S.『Future〜「二千年の恋」オリジナル・サウンドトラック』（ファンハウス）※2000年2月23日発売

## 受賞歴
- 第24回ザテレビジョンドラマアカデミー賞[1]
  - 劇中音楽賞（S.E.N.S.）

## エピソード
- アジア各国で放送されることなどを考慮して、以下のようなインターネットを利用した広報活動が行われた。
  - 通常は記者会見形式で行われる制作発表をインターネット上で行い、1週間でのべ57万を超えるアクセスを記録した。
  - オフィシャルサイトとは別に『裏ページ』と呼ばれる、劇中で登場する主人公・理得の勤務先「ビッグマウスシステム」、ユーリの母国「ユーラル共和国」などのホームページが実際に製作され、ネット上で公開された。